# 経済安定本部
経済安定本部（けいざいあんていほんぶ、英語：Headquarters for Economic Stabilization）は、かつて存在した日本の官公庁のひとつ。太平洋戦争終結後、経済復興のための政策拠点として発足。長は経済安定本部総裁。略称は安本（あんぽん）、経本（けいほん）。

## 概要
日本の内閣に置かれた部局として発足したが、総理庁の機関を経て、他の府・省と同格の機関として位置づけられた。経済安定の基本的施策の企画立案、物価の統制、経済統制の確保、外国人の投資や事業活動の調整を所管するとともに、関係する他の行政機関との総合調整および推進も担っていた。太平洋戦争後の日本の経済復興を図るため、傾斜生産方式などさまざまな施策を打ち出し、戦後の日本経済に大きな影響を与えた。

## 機構

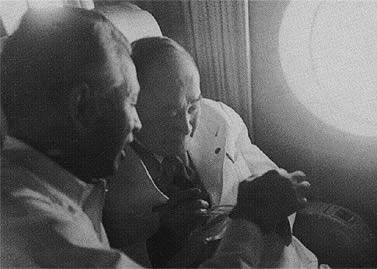
初代次長白洲次郎（左）と初代総裁吉田茂（右）

経済安定本部の長は総裁であり、内閣総理大臣の充て職であった。総裁の下には部務を掌理する総務長官が置かれており、国務大臣が充てられた。そのほかに政治任用される役職として、政務次官が置かれていた。また、総務長官を補佐するために、副長官が置かれていた。1949年6月1日の経済安定本部設置法（昭和24年法律第164号）施行時には、内部部局として総裁官房、生産局、動力局、生活物資局、財政金融局、貿易局、建設交通局が設置されるとともに、附属機関として経済復興計画審議会、資源調査会、経済再建整備審議会、国民食糧及び栄養対策審議会、通貨発行審議会が設置されていた。また、地方支分部局として全国各地に地方経済安定局が設置されており、札幌地方経済安定局、仙台地方経済安定局、東京地方経済安定局、名古屋地方経済安定局、大阪地方経済安定局、広島地方経済安定局、高松地方経済安定局、福岡地方経済安定局の計8局が置かれていた。さらに、外局として物価庁、経済調査庁、外資委員会を擁していた。なお、外局である物価庁はのちに内部部局である物価局に移行し、物価庁の附属機関である米価審議会も経済安定本部の附属機関として加わるなど、組織構成は年とともに変遷した。

## 所掌事務

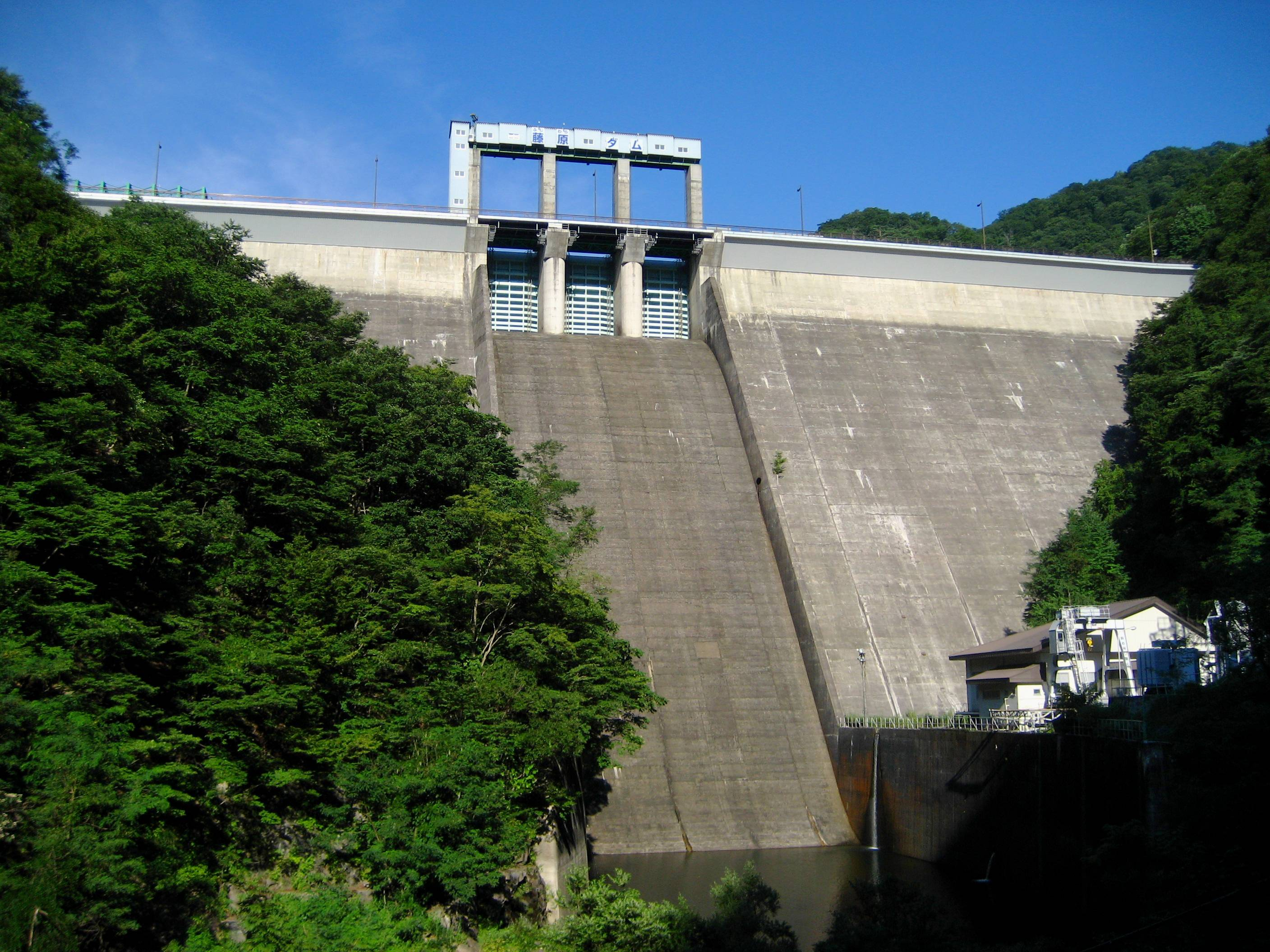
利根特定地域総合開発計画により整備された藤原ダム

所管する業務は多岐にわたっており、経済安定本部設置法では経済安定、物価統制、経済統制の確保、外国人の投資や事業活動などが挙げられている。太平洋戦争後の経済的な混乱のなか、物資やエネルギーの生産や配給だけでなく、財政、通貨、金融といった政策課題の企画立案に加え、公共事業の監督にいたるまで幅広く手掛けていた。中央省庁において強い影響力を持ったことから「最強官庁」「最大最強の経済団体」とまで呼ばれた。特に片山内閣においては、次官会議に代わって閣議案件を事前審査する役割も果たすなど、国の政治において強い影響力を持った。また、経済安定本部に所属する経済査察官は、特別司法警察職員として司法警察権を有していた。
内部部局ごとの具体的な所管業務は次の通り（1949年6月1日時点）。
- 生産局：物資の需給、生産、割当、配給に関する政策や計画を所管[10]。
- 動力局：石炭、石油、ガス、コークス、電力の生産、割当、配給に関する政策や計画を所管[11]。
- 生活物資局：日本国民の合理的な生活水準の策定と、生活水準の改善や生活物資の生産に関する政策や計画を所管[12]。
- 財政金融局：財政、通貨、金融に関する政策や計画を所管するとともに、金融機関をはじめとする企業の再建整備に関する政策や計画を所管[13]。
- 貿易局：貿易に関する政策や計画を所管[14]。
- 建設交通局：建設、運輸、通信に関する政策や計画を所管するとともに、公共事業の計画や監督、国土計画の策定を所管[15]。

経済安定本部の廃止にともない、これらの業務の大半は新設された経済審議庁に引き継がれた。ただし、経済調査庁の所管していた業務については、行政管理庁に引き継がれた。なお、経済安定本部の政策資料については、原本は経済審議庁の後身である経済企画庁に引き継がれたが、そのマイクロフィルムは経済企画庁図書館と東京大学経済学図書館の2か所に保管されている。

## 沿革

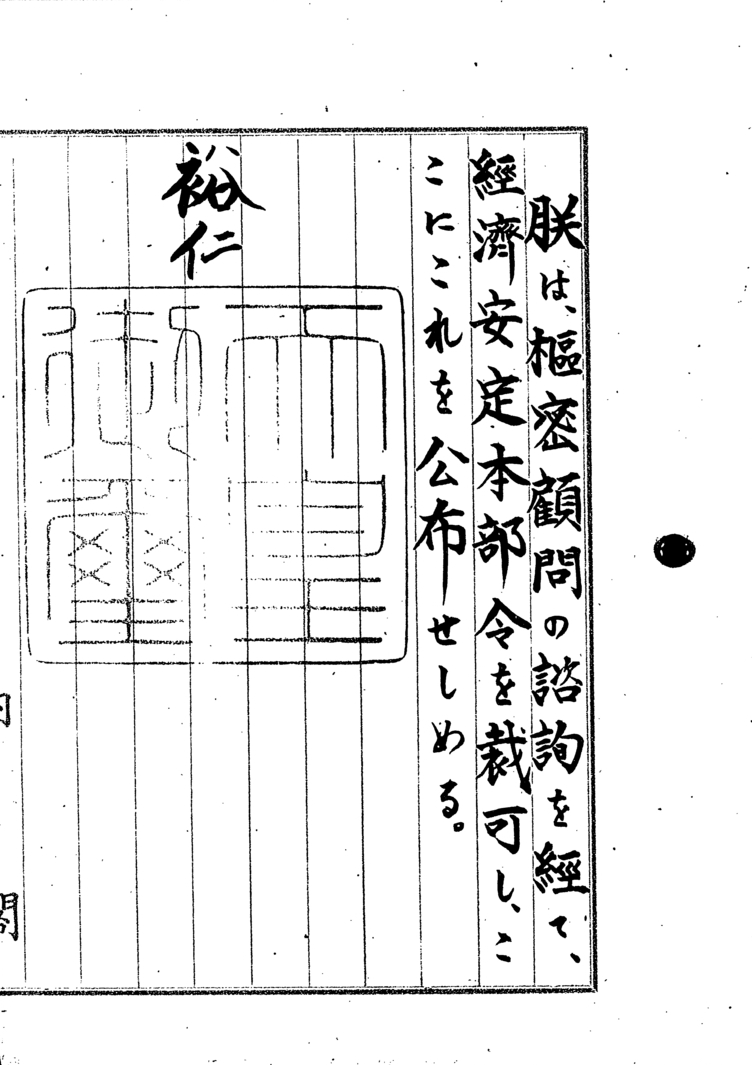
経済安定本部令（昭和21年勅令第380号）御署名原本

太平洋戦争中、日本では企画院など統制経済を担う行政機関が設置され、行政府による経済統制が行われていた。太平洋戦争終結後、いったんは行政府による経済統制は終わりを迎えたが、日本は経済的に大混乱に陥ることになった。そのため、幣原内閣においては、経済復興を目指すべくさまざまな方策が模索されることになる。こうしたなか、内閣の直属機関として経済安定本部と物価庁を新設する構想が浮上した。1946年8月12日、経済安定本部令（昭和21年勅令第380号）が施行された。これを受け、同日、第1次吉田内閣にて経済安定本部が発足した。経済安定本部の総裁は内閣総理大臣の充て職であるため、初代総裁には吉田茂が就任した。また、庁務を掌理する総務長官には国務大臣が就くことになっており、初代総務長官には無任所の国務大臣として入閣していた膳桂之助が就任した。同時に、膳は物価庁の初代長官にも就任した。同年12月17日、経済安定本部は『経済危機突破根本方針』を決定し、傾斜生産方式により経済再建を図ることを発表した。翌日、経済安定本部令の一部を改正する勅令（昭和21年勅令第603号）の施行により、総務長官を補佐する次長が置かれることになった。これを受け、初代次長には白洲次郎が就任した。
1947年5月3日、総理庁の発足にともない、経済安定本部は内閣の部局から総理庁の機関となった。また、総務長官を補佐する副長官が置かれることになった。これを受け、和田博雄が副長官事務取扱に就き、さらに佐多忠雄が副長官心得に就いたが、初めての副長官には永野重雄と田中巳代治が就任した。なお、同年7月4日には、『経済実相報告書』（いわゆる「経済白書」）が初めて発表された。1948年4月14日、政務次官の臨時設置に関する法律（昭和23年法律第26号）の施行により、内閣総理大臣や国務大臣が長を務める行政機関であれば省に限らず政務次官を置くことができるようになった。これを受け、同年4月17日、芦田内閣にて政務次官が置かれることになった。初めての政務次官には、西村榮一と藤井丙午の両名が就任した。なお、同年9月30日には、総務長官の栗栖赳夫が昭和電工事件により逮捕され、同年10月2日に辞任する騒ぎが起きた。また、同年12月13日には、総務長官（大蔵大臣と兼務）の泉山三六が泥酔して女性に抱きついて無理やりキスを迫り、断られると噛みつくなどの猥褻行為を行い、国会キス事件として問題化したことから翌日辞任した。このころより、太平洋戦争で中断していた河水統制事業の復活や促進が叫ばれるようになり、河川改訂改修計画の策定など河川総合開発事業が推進された。
1949年6月1日、国家行政組織法（昭和23年7月10日法律第120号）の施行により、経済安定本部は総理庁の機関から府や省と同等の機関となった。それにともない、物価庁、経済調査庁は経済安定本部の外局となった。1952年4月1日、経済安定本部の外局である物価庁の廃止にともない、内部部局として物価局が設置された。1952年8月1日、経済安定本部の廃止にともない、総理府の外局として経済審議庁が発足した。ただし、経済安定本部の外局である経済調査庁は、総理府の外局である行政管理庁に統合された。

## 経済安定本部令
国家行政組織法の施行により府や省と同等の機関となった経済安定本部は、当時の同法第24条において準用する第12条の規定に基づき、機関の命令たる「経済安定本部令」を発した。これは、経済安定本部組織規程（昭和24年経済安定本部令第1号）のように○○省令と同じ並びのものであって、前節の経済安定本部令（昭和21年勅令第380号）とは異なるものである。水先法施行規則（昭和24年運輸省・経済安定本部令第1号）のような共同命令も発せられた。

## 組織
経済安定本部設置法が施行された1949年6月1日時点での組織構成は、下記のとおりである。

### 内部部局
- 総裁官房
  - 連絡部
- 生産局
- 動力局
- 生活物資局
- 財政金融局
- 貿易局
- 建設交通局

### 附属機関
- 経済復興計画審議会
- 資源調査会
- 経済再建整備審議会
- 国民食糧及び栄養対策審議会
- 通貨発行審議会

### 地方支分部局
- 地方経済安定局

### 外局
- 物価庁
- 経済調査庁
- 外資委員会

## 歴代総裁
| 代                               | 氏名                             | 氏名                             | 内閣                             | 内閣                             | 就任日                           | 退任日                           | 党派                             | 備考                             |
| 経済安定本部総裁（内閣総理大臣） | 経済安定本部総裁（内閣総理大臣） | 経済安定本部総裁（内閣総理大臣） | 経済安定本部総裁（内閣総理大臣） | 経済安定本部総裁（内閣総理大臣） | 経済安定本部総裁（内閣総理大臣） | 経済安定本部総裁（内閣総理大臣） | 経済安定本部総裁（内閣総理大臣） | 経済安定本部総裁（内閣総理大臣） |
| -------------------------------- | -------------------------------- | -------------------------------- | -------------------------------- | -------------------------------- | -------------------------------- | -------------------------------- | -------------------------------- | -------------------------------- |
| 1                                |                                  | 吉田茂                           | 第1次吉田内閣                    | 第1次吉田内閣                    | 1946年8月12日                    | 1947年5月24日                    | 日本自由党                       |                                  |
| 2                                |                                  | 片山哲                           | 片山内閣                         | 片山内閣                         | 1947年5月24日                    | 1948年3月10日                    | 日本社会党                       |                                  |
| 3                                |                                  | 芦田均                           | 芦田内閣                         | 芦田内閣                         | 1948年3月10日                    | 1948年10月15日                   | 民主党                           |                                  |
| 4                                |                                  | 吉田茂                           | 第2次吉田内閣                    | 第2次吉田内閣                    | 1948年10月15日                   | 1949年2月16日                    | 民主自由党                       |                                  |
| 5                                | 第3次吉田内閣                    | 第3次吉田内閣                    | 1949年2月16日                    | 1952年7月31日                    | 民主自由党                       | 再任                             |                                  |                                  |
| 5                                |                                  | 吉田茂                           | 1949年2月16日                    | 1952年7月31日                    | 第1次改造内閣                    | 自由党                           | 留任                             |                                  |
| 5                                |                                  | 吉田茂                           | 1949年2月16日                    | 1952年7月31日                    | 第2次改造内閣                    | 自由党                           | 留任                             |                                  |
| 5                                |                                  | 吉田茂                           | 1949年2月16日                    | 1952年7月31日                    | 第3次改造内閣                    | 自由党                           | 留任                             |                                  |

- 辞令のある再任は就任日を記載し、辞令のない留任は就任日を記載しない。
- 党派の欄は、就任時、および、内閣発足時の所属政党を記載した。

## 立案された主要な計画

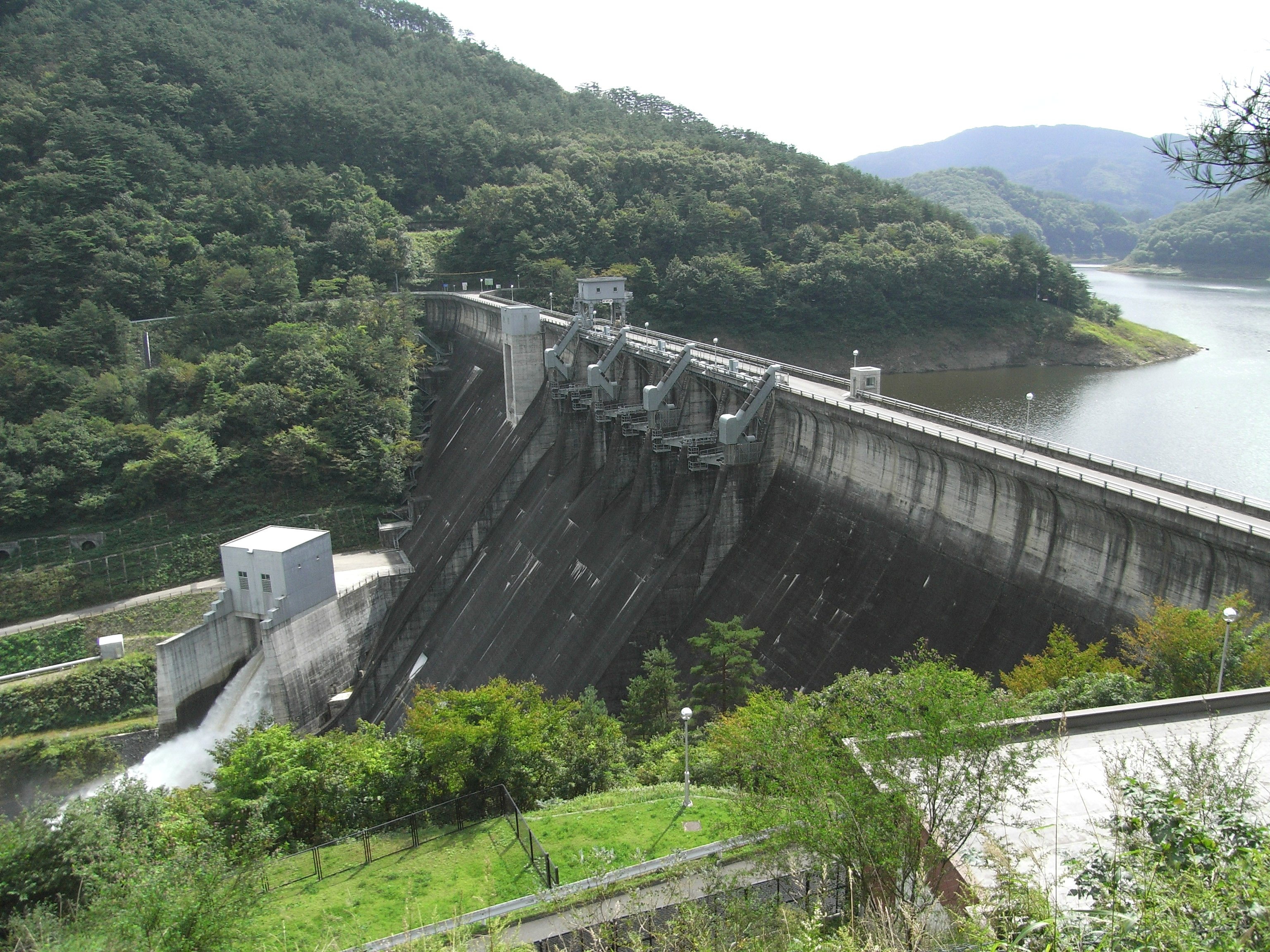
北上特定地域総合開発計画により整備された田瀬ダム

- 尾瀬原ダム計画
- 北上特定地域総合開発計画
- 小歩危ダム計画
- 只見特定地域総合開発計画
- 沼田ダム計画
- 飛騨川流域一貫開発計画

## 在籍した人物
総裁、総務長官、政務次官のような政治家としてではなく、職員として経済安定本部に在籍した人物を五十音順で記載する。ハイフン以降は、経済安定本部以外での代表的な役職を示す。
- 渥美健夫 - 鹿島建設社長
- 阿部源蔵 - 福岡市市長
- 池田善長 - 北海学園大学開発研究所所長
- 今川正彦 - 京都市市長
- 内田常雄 - 厚生大臣
- 大川一司 - 一橋大学経済研究所所長
- 大来佐武郎 - 外務大臣
- 大平正芳 - 内閣総理大臣
- 小沢久太郎 - 郵政大臣
- 勝間田清一 - 衆議院副議長
- 河合斌人 - 河合塾理事長
- 工藤昭四郎 - 復興金融金庫理事長
- 後藤譽之助 - 在アメリカ合衆国日本国大使館景気観測官
- 国塩耕一郎 - 茨城県知事
- 阪田泰二 - 日本専売公社総裁
- 佐々木義武 - 通商産業大臣
- 佐藤貢 - 雪印乳業社長
- 島本融 - 北海道銀行頭取
- 清水慎三 - 信州大学経済学部教授
- 下村治 - 日本開発銀行理事
- 菅谷重平 - 関東特殊製鋼会長
- 椙杜正太郎 - アラビア石油常務
- 竹内正巳 - 桃山学院大学学長
- 田中覚 - 三重県知事
- 永野重雄 - 富士製鐵社長
- 野田孜 - 静岡県立大学経営情報学部学部長
- 橋井真 - 東京計器製作所社長
- 橋本龍伍 - 文部大臣
- 久山秀雄 - 東京警察管区本部長
- 平井富三郎 - 通商産業省事務次官
- 帆足計 - 衆議院議員
- 正木千冬 - 鎌倉市市長
- 松尾金蔵 - 通商産業省事務次官
- 三鬼隆 - 八幡製鐵社長
- 美濃部亮吉 - 東京都知事
- 三宅幸夫 - 特許庁長官
- 宮崎勇 - 経済企画庁長官
- 村田恒 - 日本貿易振興会理事長
- 森永貞一郎 - 日本銀行総裁
- 八木芳信 - 三重県知事
- 山崎小五郎 - 運輸省事務次官
- 山本高行 - 通商産業省事務次官
- 湯川盛夫 - 連合王国駐箚特命全権大使
- 和田敏信 - 通商産業省事務次官
- 渡邊喜久造 - 公正取引委員会委員長
- 渡邉佐平 - 法政大学総長

### 註釈
1. 1 2 3 4 5 6 7 8  経済安定本部廃止直前のデータ。
2. ↑  1951年5月1日に福島正雄が副長官を退任したが、それ以降は空席のままであった。なお、同日より平井富三郎が副長官心得を務めた。
3. ↑  政府としては「経本」を正式な略称としたが、語呂の良さも手伝い「安本」のほうが広まった。
4. ↑  第24条「第三条第二項の行政機関［府、省、委員会及び庁］の外、特に必要がある場合においては、別に法律の定めるところにより、臨時に、内閣総理大臣をもつて長に充てる本部を置くことができる。」および同条第２項「本部については、法律に別段の定めがある場合を除く外、この法律中、府及び省に関する規定を準用する。」（本部廃止とともに、昭和27年法律第253号により削除）